# Per sempre Alfredo 2021
La 1re édition de Per sempre Alfredo, une course cycliste sur route masculine, a lieu le 21 mars 2021 entre Florence et Sesto Fiorentino. La course fait partie du calendrier UCI Europe Tour 2021 en catégorie 1.1. C'est également une manche de la Coupe d'Italie.
La course est remportée au sprint par l'Italien Matteo Moschetti de l'équipe Trek-Segafredo. L'Espagnol Mikel Aristi (Euskaltel-Euskadi) et l'Italien Samuele Zambelli (Italie) complètent le podium, terminant respectivement deuxième et troisième.

## Équipes participantes
Vingt équipes participent à cette course : deux WorldTeams, sept ProTeams, dix équipes continentales et une sélection italienne.
| WorldTeams (2)- Team DSM - Trek-Segafredo ProTeams (7)- Androni Giocattoli-Sidermec - Bardiani CSF Faizanè - Caja Rural-Seguros RGA - Eolo-Kometa - Euskaltel-Euskadi - Gazprom-RusVelo - Vini Zabù Équipes continentales (10)- Amore & Vita-Prodir - Beltrami TSA-Tre Colli - General Store Essegibi F.lli Curia - Giotti Victoria-Savini Due - Global 6 Cycling - Mg.k Vis VPM - Team Colpack-Ballan - Team Qhubeka - Work Service-Marchiol-Dynatek - Zalf Euromobil Fior Équipe nationale- Italie |
| |

## Classements

### Classement final
| \| Classement général \| Classement général \| Classement général \| Classement général \| Classement général \| \| Coureur \| Coureur \| Pays \| Équipe \| Temps \| \| ------------------ \| ------------------ \| ------------------ \| --------------------------- \| ------------------ \| \| 1er \| Matteo Moschetti \| Italie \| Trek-Segafredo \| 3 h 48 min 10 s \| \| 2e \| Mikel Aristi \| Espagne \| Euskaltel-Euskadi \| + 0 s \| \| 3e \| Samuele Zambelli \| Italie \| Italie \| + 0 s \| \| 4e \| Jon Aberasturi \| Espagne \| Caja Rural-Seguros RGA \| + 0 s \| \| 5e \| Luca Colnaghi \| Italie \| Italie \| + 0 s \| \| 6e \| Giovanni Lonardi \| Italie \| Bardiani CSF Faizanè \| + 0 s \| \| 7e \| Stefano Gandin \| Italie \| Zalf Euromobil Fior \| + 0 s \| \| 8e \| Tommaso Nencini \| Italie \| Italie \| + 0 s \| \| 9e \| Natnael Tesfatsion \| Érythrée \| Androni Giocattoli-Sidermec \| + 0 s \| \| 10e \| Marius Mayrhofer \| Allemagne \| Team DSM \| + 0 s \| |                    |           |                             |                 |
| |                    |           |                             |                 |
| Source : ProCyclingStats |                    |           |                             |                 |
| Classement général |                    |           |                             |                 |
| Coureur | Coureur            | Pays      | Équipe                      | Temps           |
| 1er | Matteo Moschetti   | Italie    | Trek-Segafredo              | 3 h 48 min 10 s |
| 2e | Mikel Aristi       | Espagne   | Euskaltel-Euskadi           | + 0 s           |
| 3e | Samuele Zambelli   | Italie    | Italie                      | + 0 s           |
| 4e | Jon Aberasturi     | Espagne   | Caja Rural-Seguros RGA      | + 0 s           |
| 5e | Luca Colnaghi      | Italie    | Italie                      | + 0 s           |
| 6e | Giovanni Lonardi   | Italie    | Bardiani CSF Faizanè        | + 0 s           |
| 7e | Stefano Gandin     | Italie    | Zalf Euromobil Fior         | + 0 s           |
| 8e | Tommaso Nencini    | Italie    | Italie                      | + 0 s           |
| 9e | Natnael Tesfatsion | Érythrée  | Androni Giocattoli-Sidermec | + 0 s           |
| 10e | Marius Mayrhofer   | Allemagne | Team DSM                    | + 0 s           |

### Classements UCI
La course attribue aux coureurs le même nombre des points pour l'UCI Europe Tour 2021 et le Classement mondial UCI.
| Position           | 1er | 2e | 3e | 4e | 5e | 6e | 7e | 8e | 9e | 10e | 11e | 12e | 13e à 15e | 16e à 25e |
| Classement général | 125 | 85 | 70 | 60 | 50 | 40 | 35 | 30 | 25 | 20  | 15  | 10  | 5         | 3         |